# Neleothymus curvatus
Neleothymus curvatus är en stekelart som beskrevs av Dasch 1979. Neleothymus curvatus ingår i släktet Neleothymus och familjen brokparasitsteklar. Inga underarter finns listade i Catalogue of Life.